# The Exile
The Exile is een Amerikaanse avonturenfilm uit 1947 onder regie van Max Ophüls. Het scenario is gebaseerd op de roman His Majesty, the King (1926) van de Britse auteur Cosmo Hamilton. De film werd destijds in Nederland uitgebracht onder de titel De banneling.

## Verhaal
Tijdens de Engelse Burgeroorlog zijn koning Karel II en zijn hovelingen in ballingschap in Holland. Hij ontmoet er het boerenmeisje Katie en wordt verliefd op haar. Als de koning zijn vijanden kan verslaan, keert hij terug naar Engeland om het gezag te herstellen.

## Rolverdeling
| Acteur                | Personage                   |
| --------------------- | --------------------------- |
| Douglas Fairbanks jr. | Koning Karel II             |
| María Montez          | Gravin Anbella de Courteuil |
| Rita Corday           | Katie                       |
| Henry Daniell         | Kolonel Ingram              |
| Nigel Bruce           | Edward Hyde                 |
| Robert Coote          | Dick Pinner                 |
| Otto Waldis           | Jan                         |
| Eldon Gorst           | Seymour                     |
| Milton Owen           | Wilcox                      |
| Colin Keith-Johnston  | Kapitein Bristol            |
| Ben Wright            | Milbanke                    |
| Colin Kenny           | Ross                        |
| Peter Shaw            | Higson                      |
| Will Stanton          | Tucket                      |
| Ramsay Hill           | Officier                    |